# سنونو الرمل
سنونو الرمل أو خطاف الشط أو سنونو الشط أو خُطَّاف الجروف (الاسم العلمي: Riparia riparia) أو (الاسم العلمي: Hirundo riparia) (بالإنجليزية: Sand Martin)‏ هو طائر ينتمي إلى سنونو (فصيلة: Hirundinidae).